# Three o'clock high
Three o'clock high is een studioalbum van Tangerine Dream. Het album bevat de soundtrack van de gelijknamige film. TD leverde dan wel de muziek voor de film, maar had niets van doen met het uitbrengen van dit album. Dit is mede te zien aan dat ook andere artiesten muziek voor het album leverden.. Van het overgrote deel van hun discografie verzorgde de band ook de productie, doch dat is hier niet het geval.  

## Musici
- Christopher Franke, Edgar Froese, Paul Haslinger – toetsinstrumenten, elektronica

## Muziek
| Nr. | Titel                                           | Duur |
| --- | ----------------------------------------------- | ---- |
| 1.  | It's Jerry's day today                          | 0:44 |
| 2.  | 46-32-15                                        | 0:47 |
| 3.  | No detention                                    | 1:01 |
| 4.  | Any school bully will do                        | 0:33 |
| 5.  | Go to the head of the class                     | 3:10 |
| 6.  | Sit (door Sylvester Levay)                      | 0:47 |
| 7.  | The fight (door Sylvester Levay)                | 2:35 |
| 8.  | Jerry's decision (door Sylvester Levay)         | 4:28 |
| 9.  | The fight is on (door Sylvester Levay)          | 4:39 |
| 10. | Paper (door Sylvester Levay)                    | 1:28 |
| 11. | Big, bright brass knuckles                      | 1:18 |
| 12. | Buying paper like it's going out of style       | 1:35 |
| 13. | Dangerous trend                                 | 0:54 |
| 14. | Who's chasing who                               | 0:59 |
| 15. | Bonding by candlelight                          | 1:35 |
| 16. | You'll never believe it                         | 2:19 |
| 17. | Starting the day off right                      | 1:16 |
| 18. | Weak at the knees                               | 2:34 |
| 19. | Kill him (The football dummy)                   | 1:04 |
| 20. | Not so quiet in the library/Get lost in a crowd | 1:34 |
| 21. | Something to remember me by (door Jim Walker)   | 4:12 |
| 22. | Arrival (door Rick Morotta en David Tickle)     | 2:10 |